# Apostolepis assimilis
Apostolepis assimilis là một loài rắn trong họ Colubridae. Loài này được Reinhardt mô tả khoa học đầu tiên năm 1861.